# 에로 엑스
"에로 엑스"는 한국에서 제작된 방순덕 감독의 1996년 영화이다. 이대근 등이 주연으로 출연하였다.

## 출연

### 주연
- 이대근
- 소비아
- 이재학